# Linia kolejowa Břeclav – Znojmo
Linia kolejowa Břeclav – Znojmo – jednotorowa, niezelektryfikowana linia kolejowa nr 246 o znaczeniu regionalnym w Czechach. Łączy Brzecław i Znojmo. Przebiega w całości przez terytorium kraju południowomorawskiego.